# SN 1991at
SN 1991at – supernowa typu Ia odkryta 19 sierpnia 1991 roku w galaktyce UGC 733. W momencie odkrycia miała maksymalną jasność 18,00m.